# Фара-Олівана-кон-Сола
Фара-Олівана-кон-Сола (італ. Fara Olivana con Sola) — муніципалітет в Італії, у регіоні Ломбардія,  провінція Бергамо.
Фара-Олівана-кон-Сола розташована на відстані близько 460 км на північний захід від Рима, 45 км на схід від Мілана, 23 км на південь від Бергамо.
Населення — 1305 осіб (2014).
Щорічний фестиваль відбувається 10 серпня та 26 грудня. Покровитель — святий мученик Лаврентій.

## Демографія
Населення за роками:

Станом на 1 січня 2023 року в муніципалітеті офіційно проживало 219 іноземців з 19 країн, серед них 70 громадян країн Євросоюзу та 7 громадян України.

## Сусідні муніципалітети
- Баріано
- Кастель-Габб'яно
- Ково
- Форново-Сан-Джованні
- Іссо
- Моццаніка
- Романо-ді-Ломбардія